# Englerodendron gabunense
Englerodendron gabunense là một loài thực vật có hoa trong họ Đậu. Loài này được (J. Léonard) Breteler mô tả khoa học đầu tiên năm 2006.